# Ogdoconta sexta
Ogdoconta sexta är en fjärilsart som beskrevs av Barnes och Mcdunnough 1913. Ogdoconta sexta ingår i släktet Ogdoconta och familjen nattflyn. Inga underarter finns listade i Catalogue of Life.